# Take On Helicopters
Take on Helicopters (abreviado como TKOH) es un videojuego de helicópteros desarrollado por Bohemia Interactive que fue lanzado el 27 de octubre de 2011 para PC. En España es distribuido por FX InteractiveEl contenido descargable o DLC, Take on Helicopters: Hinds, fue lanzado el 15 de marzo de 2012. El DLC ofrece modelos de helicóptero de combate basados en los rusos Mil Mi-24 V, Mi-24 P y SuperHind Mk.III. Es el primer juego de la saga Take On, siendo el siguiente Take On Mars.

## Argumento
En el verano de 2013, el expiloto de helicóptero del Ejército de los Estados Unidos. y el veterano de guerra, Joe Larkin y su hermano menor, Tom Larkin, se hacen cargo de sus negocios familiares con sede en Seattle, proveedor de aviación civil, Larkin Aviation, tras la muerte de su padre, que era el dueño de la compañía. Sólo meras semanas de cierre, los hermanos Larkin se enfrentan a un futuro incierto en una economía en dificultades. Tratando de salvar lo que su padre construyó, deciden asumir los contratos, y los competidores.

## Jugabilidad
Tome On Helicopters es principalmente un videjouego de helicópteros, en torno a las aeronaves de ala rotatoria, con tres clases diferentes de helicópteros: ligero, medio y pesado. Además de la carrera, el juego incluye retos, pruebas de tiempo, formación, editor de misiones, vuelo libre y multijugador.
Take On Helicopters está situado en dos grandes terrenos de mundo abierto (América del Norte y el Sur de Asia) basados en datos de terreno del mundo real. Las características anteriores 60 kilómetros x 60 kilómetros de terreno detallado de la ciudad de Seattle, distrito suburbano, industrial, agua y bosques mientras que el segundo (Asia del Sur) incluye 120 kilómetros x 120 kilómetros de desiertos, ríos y pueblos simples. El juego también cuenta con un editor de misiones potente y soporta modding.
La campaña se lleva a cabo principalmente en el entonces futuro de 2013, sobre un terreno de 3.800 kilómetros cuadrados en torno a la ciudad de Seattle, Washington, y su área metropolitana circundante. En el modo campaña, el jugador toma el papel de un piloto de helicópteros civil, Tom Larkin, cuyo negocio está pasando a través de tiempos difíciles. La campaña consiste en el tipo de contrato que el jugador gana dinero, que puede ser utilizado para comprar, reparar y modernizar sus helicópteros. La campaña también cuenta con misiones de flashback, donde el jugador toma el papel del hermano mayor de Larkin, Joe Larkin, durante su servicio militar como piloto de helicóptero del Ejército de EE. UU. durante la guerra de 2012 en Takistan, el país de ficción que fue el escenario del videojuego de 2010 ARMA 2 de Bohemia Interactive.
Entre otras misiones destacan las que se tiene que transportar carga colgada con eslinga, pues pocos juegos/simuladores ofrecen esta característica.

### Helicópteros
- Liegero: basado en el MD500D. Es un helicóptero ágil monomotor con un rotor de cinco palas y una cabina para cuatro pasajeros con buena visibilidad y un panel de instrumentos simple. El modelo de vuelo de este helicóptero es muy realista.

- Mediano: basado en el Bell 412, es un helicóptero bimotor con rotor principal de cuatro palas y más capacidad y potencia que el anterior, pero su modelo de vuelo no es tan realista.

- Pesado: se basa en el EH101 Merlin pero esta más modificado, mientras que su realismo de vuelo es aún más pobre.